# Рузметов, Дилшодбек Юсупбайевич
Дилшодбек Юсупбайевич Рузметов (узб. Dilshodbek Yusupbayevich Ro‘zmetov; род. 12 марта 1999, Ургенч, Узбекистан) — узбекский боксёр-любитель и профессионал, выступающий в полутяжёлой весовой категории. Член национальной сборной Узбекистана по боксу, участник Олимпийских игр 2020 года, cеребряный призёр чемпионата мира (2019), чемпион Азии (2021), многократный победитель международных и национальных первенств в любителях.

## Любительская карьера
Дилшодбек Рузметов выступает в полутяжёлой весовой категории.
В сентябре 2019 года стал серебряным призёром на чемпионате мира в Екатеринбурге, в категория до 81 кг. По ходу турнира Рузметов был сильнее таких соперников как Лорен Альфонсо Домингес и Бенджамин Уиттакер, и дошёл до финала, но в финале уступил казахстанскому боксёру Бекзаду Нурдаулетову, тем самым завоевал серебряную медаль чемпионата мира.
В марте 2020 года на квалификационном турнире от Азии/Океании в Аммане (Иордания), в конкурентном бою по очкам проиграл австралийцу Пауло Аокусо и не смог пройти квалификацию к Олимпийским играм 2020 года.
В феврале 2021 года стал победителем в весе до 81 кг представительного международного турнира «Странджа» проходившего в Софии (Болгария), победив в финале россиянина Руслана Колесникова.
В мае 2021 года стал чемпионом Азии в Дубае (ОАЭ), в полутяжёлой категории, где он в финале победил иранца Мейсама Гешлаги.
И в июле 2021 года на Олимпиаде в Токио, в 1/16 финала соревнований по очкам (5:0) победил ирландца Эммета Бреннана, но затем в 1/8 финала соревнований — в конкурентном бою решением большинства судей (1:4) проиграл кубинцу выступающему за Азербайджан Лорену Альфонсо, — который в итоге стал бронзовым призёром Олимпиады 2020 года.

## Профессиональная карьера
17 декабря 2021 года в Ташкенте (Узбекистан) начал профессиональную боксёрскую карьеру, в полутяжёлом весе, когда единогласным решением судей (счёт: 60-54 — трижды) победил опытного россиянина Максима Смирнова (8-10-3).

## Статистика профессиональных боёв
В таблице перечислены результаты всех поединков боксёров.
В каждой строке указан результат поединка. Дополнительно номер поединка обозначен цветом, который обозначает итог поединка. Расшифровка обозначений и цветов представлена в нижеследующей таблице.
| Пример | Расшифровка                     |
| ------ | ------------------------------- |
|        | Победа                          |
|        | Ничья                           |
|        | Поражение                       |
|        | Планируемый поединок            |
|        | Поединок признан несостоявшимся |
| КО     | Нокаут                          |
| ТКО    | Технический нокаут              |
| PTS    | Решение судей (по очкам)        |
| UD     | Единогласное решение судей      |
| MD     | Решение большинства судей       |
| SD     | Раздельное решение судей        |
| RTD    | Отказ от продолжения боя        |
| DQ     | Дисквалификация                 |
| NC     | Поединок признан несостоявшимся |

| 1 поединок, 1 победа (0 нокаутом). | 1 поединок, 1 победа (0 нокаутом). | 1 поединок, 1 победа (0 нокаутом). | 1 поединок, 1 победа (0 нокаутом). | 1 поединок, 1 победа (0 нокаутом).     | 1 поединок, 1 победа (0 нокаутом). | 1 поединок, 1 победа (0 нокаутом).                  |
| Бой                                | Рекорд                             | Дата боя                           | Соперник                           | Место проведения боя                   | Раундов, Время                     | Примечание                                          |
| ---------------------------------- | ---------------------------------- | ---------------------------------- | ---------------------------------- | -------------------------------------- | ---------------------------------- | --------------------------------------------------- |
| 1                                  | 1-0                                | 17 декабря 2021                    | Максим Смирнов (8-10-3)            | Hotel Renaissance, Ташкент, Узбекистан | UD 6 (6)                           | Счёт судей: 60-54 (трижды). Профессиональный дебют. |